# Pajulanjoki
Pajulanjoki (i nedre loppet också Virkaanjoki) är ett vattendrag i Finland.   Nedre loppet av ån ligger i kommunen Somero i landskapet Egentliga Finland och övre loppet i kommunen Tammela i landskapet Egentliga Tavastland , i den södra delen av landet, 90 km nordväst om huvudstaden Helsingfors. 
Ån ingår i Pemar ås avrinningsområde och är en biflod till Pemar å.
Ån har sin början i kommunen Tammela i landskapet Egentliga Tavastland nära Torronsuo mosse där flera mindre bäckar från mest mindre skogssjöar slår sig samman och formar ån Pajulanjoki som sedan rinner genom området av kommunen Somero i Egentliga Finland och mynnar sig till insjön Hirsjärvi i Somero. Nedre loppet av ån kallas också för Virkaanjoki. Byarna Letku, Torro och Patamo i Tammela samt byarna Pajula, Kultela, Ylenjoki, Ihamäki och Kivisoja i Somero är belägna vid ån eller dess mindre bifloder.